# Animal simbólico

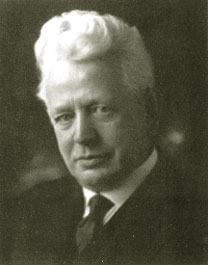
Ernst Cassirer

Animal simbólico es una expresión escrita por el filósofo neokantiano Ernst Cassirer para definir la naturaleza del ser humano. Se basa en el principio de que la característica principal del hombre es su capacidad de simbolización y que la mejor forma para entenderlo es el estudio de los símbolos que crea en su vida en sociedad.

## Orígenes y significado
Tradicionalmente desde Aristóteles al hombre se le ha caracterizado por su uso de la razón (animal racional) o por su sociabilidad natural (animal político).
Sin embargo, para Cassirer la especialidad del ser humano, lo que diferencia del resto de animales, no está en su naturaleza física o metafísica, sino en su obra. Cassirer defiende que el hombre no puede ser considerado un sujeto de estudio, sino que para comprenderlo hay que llevar a cabo un análisis del universo simbólico que ha creado históricamente. 
Así pues el hombre debe ser definido como animal simbólico. Sobre este argumento, Cassirer procuró entender la naturaleza humana explorando cada uno de sus símbolos en todos los aspectos de la experiencia humana. La religión, la ciencia, el lenguaje, los mitos, la ética, la política y el arte conforman nuestro universo simbólico.
Su trabajo es recogido en la obra de tres volúmenes Philosophie der Symbolischen Formen (1923–9, traducido como Filosofía de las formas simbólicas) y su conclusión en su obra Un Ensayo sobre el Hombre.